# Йорданка Любенова
Йорданка Любенова е българска актриса.

## Биография
Родена е на 21 януари 1955 г. в Пловдив. Първоначално учи цигулка и облигат пиано в музикалното училище „Панчо Владигеров“, а през 1979 г. завършва актьорско майсторство за драматичен театър във ВИТИЗ „Кръстьо Сарафов“ в класа на проф. Елка Михайлова.
Играе на сцените на Пловдивския и Врачанския театър. Сред по-известните ѝ роли са на Елена в „Сън в лятна нощ“, Бети в „Просяшка опера“, Свекървата в „Кучката“, Франческа в „Укротяване на опърничавата“ и други.
От 1985 г. играе на сцената на театър „София“.
Измежду спектатлите с нейно участие са „Ревизор“, „Мери Попинз“, „Госпожа Министершата“ и други.
Озвучава Мидата в българския анимационен филм „Реката“ през 2003 г.

## Филмография
- „Имало една война“ (2019) – жена от село
- „Врабците през октомври“ (8-сер. тв, 2006) – баба Мария
- „Къщата“ (2004) - гримьорката
- „Реката“ (2003) – мидата
- „Госпожа Динозавър“ (2002) –  приятелката
- „Йо-хо-хо“ (1981) – дъщерята на неприятния
- „Игра на любов“ (1980) – Лили
- „Светъл пример“ (тв, 1976)